# عبدالغفور یوسفزی
عبدالغفور یوسفزی (انگلیسی: Abdul Ghafoor Yusufzai) بازیکن فوتبال اهل افغانستان است.
وی به همراه تیم ملی فوتبال افغانستان در بازی‌های المپیک تابستانی ۱۹۴۸ شرکت کرده است.